# Åkers socken, Småland
Åkers socken i Småland ingick i Östbo härad i Finnveden, ingår sedan 1971 i Vaggeryds kommun i Jönköpings län och motsvarar från 2016 Åkers distrikt.
Socknens areal är 158,47 kvadratkilometer, varav land 156,47. År 2000 fanns här 844 invånare. Samhället Klevshult ligger i socknen. Åkers kyrka ligger sju kilometer nordväst därom, i byn Åker. 

## Administrativ historik
Åkers socken har medeltida ursprung.
Vid kommunreformen 1862 övergick socknens ansvar för de kyrkliga frågorna till Åkers församling och för de borgerliga frågorna till Åkers landskommun.  Landskommunen inkorporerades 1952 i Klevshults landskommun som 1971 uppgick i Vaggeryds kommun. Församlingen uppgick 2014 i Skillingaryds församling.
1 januari 2016 inrättades distriktet Åker, med samma omfattning som församlingen hade 1999/2000.  
Socknen har tillhört samma fögderier och domsagor som Östbo härad. De indelta soldaterna tillhörde Jönköpings regemente, Mo härads kompani och Smålands grenadjärkår, Jönköpings kompani.

## Geografi

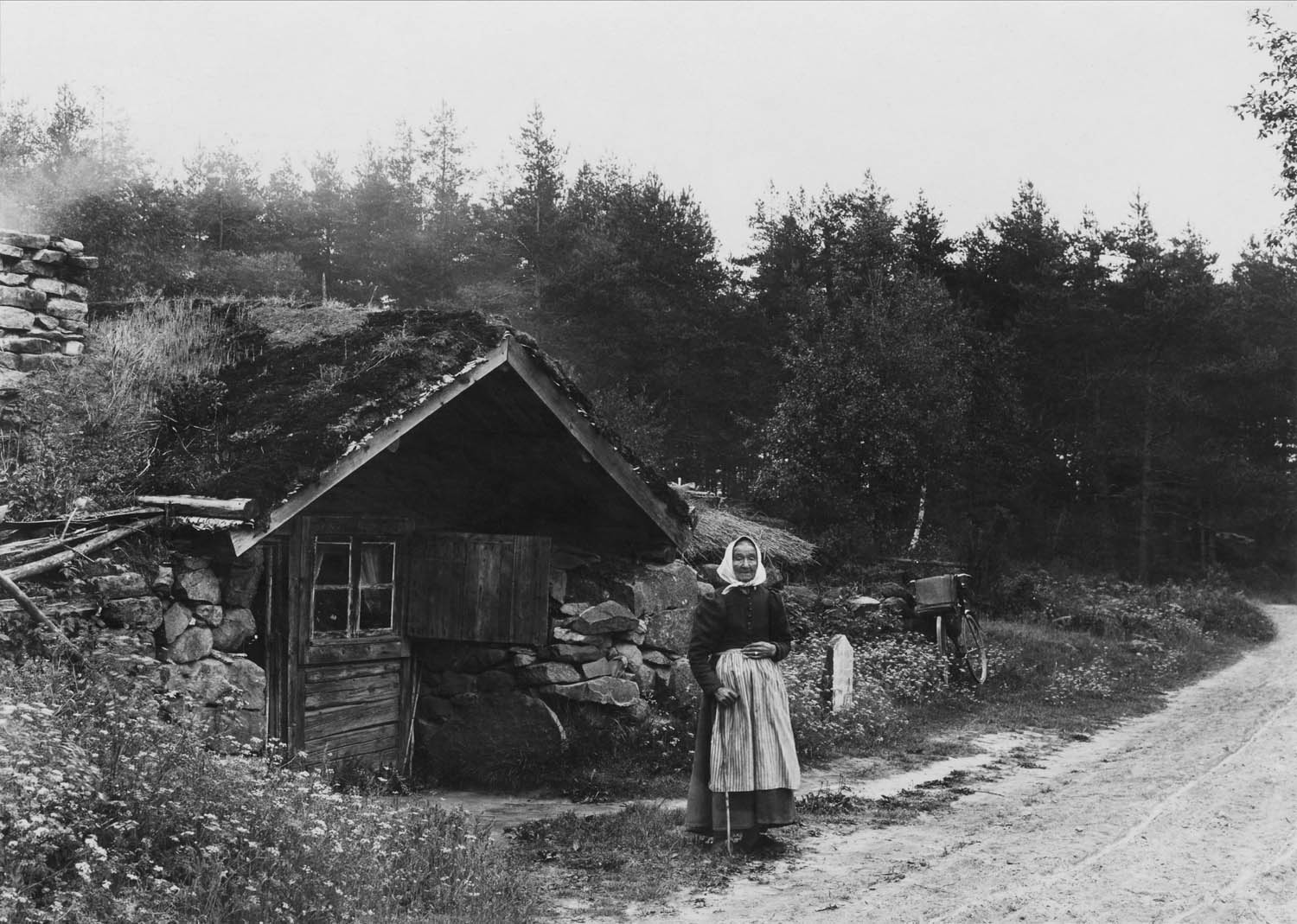
Kvinna framför backstuga i Åkers socken

Åkers socken ligger kring Storåns källflöden på Sydsvenska höglandet väster om Skillingaryd. Socknen är en småkuperad skogsbygd, höglänt i nordväst, sank och mossrik i sydost. År 1927 hade socknen 1276 hektar åker och 8590 hektar skogsmark.

## Fornlämningar
20 gravrösen från bronsåldern och järnåldern samt elva mindre järnåldersgravfält finns här. En runristning finns på ett kors på kyrkogården.

## Namnet
Namnet (1299 Aker), taget från kyrkbyn, innehåller ordet åker.

### Fotnoter
1. 1 2 3  Svensk Uppslagsbok Åkers socken
2. 1 2  Harlén, Hans; Harlén Eivy (2003). Sverige från A till Ö: geografisk-historisk uppslagsbok. Stockholm: Kommentus. Libris 9337075. ISBN 91-7345-139-8
3. ↑  ”Församlingar”. Statistiska centralbyrån. https://www.scb.se/hitta-statistik/regional-statistik-och-kartor/regionala-indelningar/forsamlingar/. Läst 30 december 2022.
4. ↑  Administrativ historik för Åker socken (Klicka på församlingsposten). Källa: Nationella arkivdatabasen, Riksarkivet.
5. ↑  Indelta soldater, torp och rotar i Jönköpings län Arkiverad 24 januari 2012 hämtat från the Wayback Machine. Jönköpingsbygdens Genealogiska Förening
6. 1 2  Sjögren, Otto (1931). Sverige geografisk beskrivning del 2 Östergötlands, Jönköpings, Kronobergs, Kalmar och Gotlands län. Stockholm: Wahlström & Widstrand. Libris 9939
7. 1 2 3  Nationalencyklopedin
8. ↑  Fornlämningar, Statens historiska museum: Åkers socken, Småland
9. ↑  Fornminnesregistret, Riksantikvarieämbetet: Åkers socken, Småland Fornminnen i socknen erhålls på kartan genom att skriva in sockennamn (utan "socken") i "Ange geografiskt område"